# Most żelazny w Opatówku
Most żelazny w Opatówku – most parkowy w Opatówku, wzniesiony w 1824 w zespole pałacowo-ogrodowym; najstarszy most żeliwny w Polsce.
Mostek ten przerzucony jest przez sztuczną fosę w parku krajobrazowym, która otaczała dawny pałac generała Józefa Zajączka. Jest to most jednoprzęsłowy, łukowy, o czterech dźwigarach głównych odlewanych z żelaza. Każdy dźwigar złożony jest z trzech segmentów łączonych śrubami. Kładka wsparta jest na podporach kamiennych o rozpiętości 10,30 m. Długość konstrukcji nośnej wynosi 13,80 m, a szerokość pomostu 3,50 m. Przypuszcza się, że most odlany został w hucie braci Roechling w Saksonii. Data wybudowania mostu, rok 1824, jest odlana wspólnie z segmentem centralnym dźwigara.
Mostek z wyjątkiem balustrady zachował się w stanie oryginalnym. Zaniedbany w ostatnich dziesięcioleciach XX wieku był w bardzo złym stanie technicznym z zaawansowaną korozją dźwigarów głównych.
W latach 2010–2011 przeprowadzono remont generalny mostu wraz z rekonstrukcją ozdobnych balustrad.